# Ottaviano Ottaviani
Ottaviano Ottaviani (Firenze, XIV secolo – 1410) è stato un cardinale italiano.

## Biografia
Nacque a Firenze nel XIV secolo.
Papa Gregorio XII lo elevò al rango di cardinale nel concistoro del 19 settembre 1408.
Morì probabilmente nel 1410.